# Ломакина, Анастасия Евгеньевна
Анастасия Евгеньевна Ломакина (25 августа 2000) — российская тяжелоатлетка. Трёхкратный призёр чемпионатов России 2022, 2023 и 2025 годов. Мастер спорта России. 

## Биография
Родилась 25 августа 2000 года. Представляет Иркутскую область на соревнованиях по тяжёлой атлетике. Тренируется в областной спортивной школе олимпийского резерва "Приангарье" имени Л.М. Яковенко у Виктора Доничева.
В июле 2021 года присвоено звание звание «Мастер спорта России».
На чемпионате России по тяжёлой атлетике 2022 года, который состоялся в Хабаровске, Ломакина впервые в карьере завоевала бронзовую медаль чемпионата страны в категории до 81 кг с общим весом на штанге по сумме двух упражнений 198 килограммов. 
На чемпионате России по тяжёлой атлетике 2023 года, который состоялся в Новом Уренгое, Анастасия завоевала серебряную медаль чемпионата страны в категории до 87 кг с общим весом на штанге по сумме двух упражнений 215 килограммов. 
В августе 2025 года на чемпионате России в Санкт-Петербурге в категории до 87 кг стала бронзовым призёром с результатом 211 кг по сумме двоеборья. В упражнении "толчок" одержала победу, а в рывке была третьей. 
Проходит обучение в филиале Федерального государственного бюджетного образовательного учреждения высшего образования Российский университет спорта "ГЦОЛИФК" в городе Иркутске. 

## Основные результаты
| Год  | Соревнования     | Место проведения | Весовая категория | Рывок, кг | Толчок, кг | Сумма, кг | Место |
| ---- | ---------------- | ---------------- | ----------------- | --------- | ---------- | --------- | ----- |
| 2022 | Чемпионат России | Хабаровск        | до 81 кг          | 89        | 109        | 198       | 3     |
| 2023 | Чемпионат России | Новый Уренгой    | до 87 кг          | 94        | 121        | 215       | 2     |
| 2025 | Чемпионат России | Санкт-Петербург  | до 87 кг          | 91        | 120        | 211       | 3     |